# Neobisium beieri
Neobisium beieri – gatunek zaleszczotka z rodziny Neobisiidae.

## Taksonomia
Gatunek ten opisany został po raz pierwszy w 1958 roku przez Zdenka Vernera. Jako miejsce typowe wskazano Ľubochnianską dolinę w Wielkiej Fatrze. Epitet gatunkowy nadano na cześć Maxa Beiera. 

## Morfologia
Zaleszczotek ten ma niepodzielone tergity i sternity oraz wszystkie cztery pary odnóży krocznych pozbawione kolców na biodrach oraz zwieńczone dwuczłonowymi, podzielonymi na metatarsus i telotarsus stopami. Na prosomie (głowotułowiu) występują dwie pary oczu zaopatrzonych w soczewki. Szczękoczułki zwieńczone są szczypcami; ich palec ruchomy ma kilka ząbków i nie występuje na nim rozgałęziona galea; szczecinka galealna osadzona jest przedśrodkowo. Szczękoczułki zaopatrzone są w rallum, którego pierwsze dwie lub trzy blaszki są na przedzie drobno ząbkowane. Nogogłaszczki zaopatrzone są w szczypce, na których palcach znajdują się ujścia gruczołów jadowych; palec ruchomy i nieruchomy są podobnej długości. Palec nieruchomy nogogłaszczków ma równych długości ząbki oraz osiem trichobotrii, z których trichobotrium ist osadzone jest zaśrodkowo, bliżej trichobotrium it niż trichobotrium ib; odległość między trichobotriami ist i ib jest mniejsza niż dwukrotność odległości między trichobotrium ist a szczytem palca. Ruchomy palec nogogłaszczków ma cztery trichobotria. Udo nogogłaszczków jest przysadziste, z niewyraźną szypułką; jego długość wynosi od 0,85 do 0,88 mm i jest nie większa niż 3,3-krotność jego szerokości. Rzepka nogogłaszczków jest zmodyfikowana i nie zachowuje tulipanowatego kształtu. Opistosoma (odwłok) ma na błonach pleuralnych ziarnistą rzeźbę.

## Ekologia i występowanie
Pajęczak ten należy do fauny epigeicznej.
Gatunek palearktyczny, endemiczny dla Słowacji.